# Drögmöller

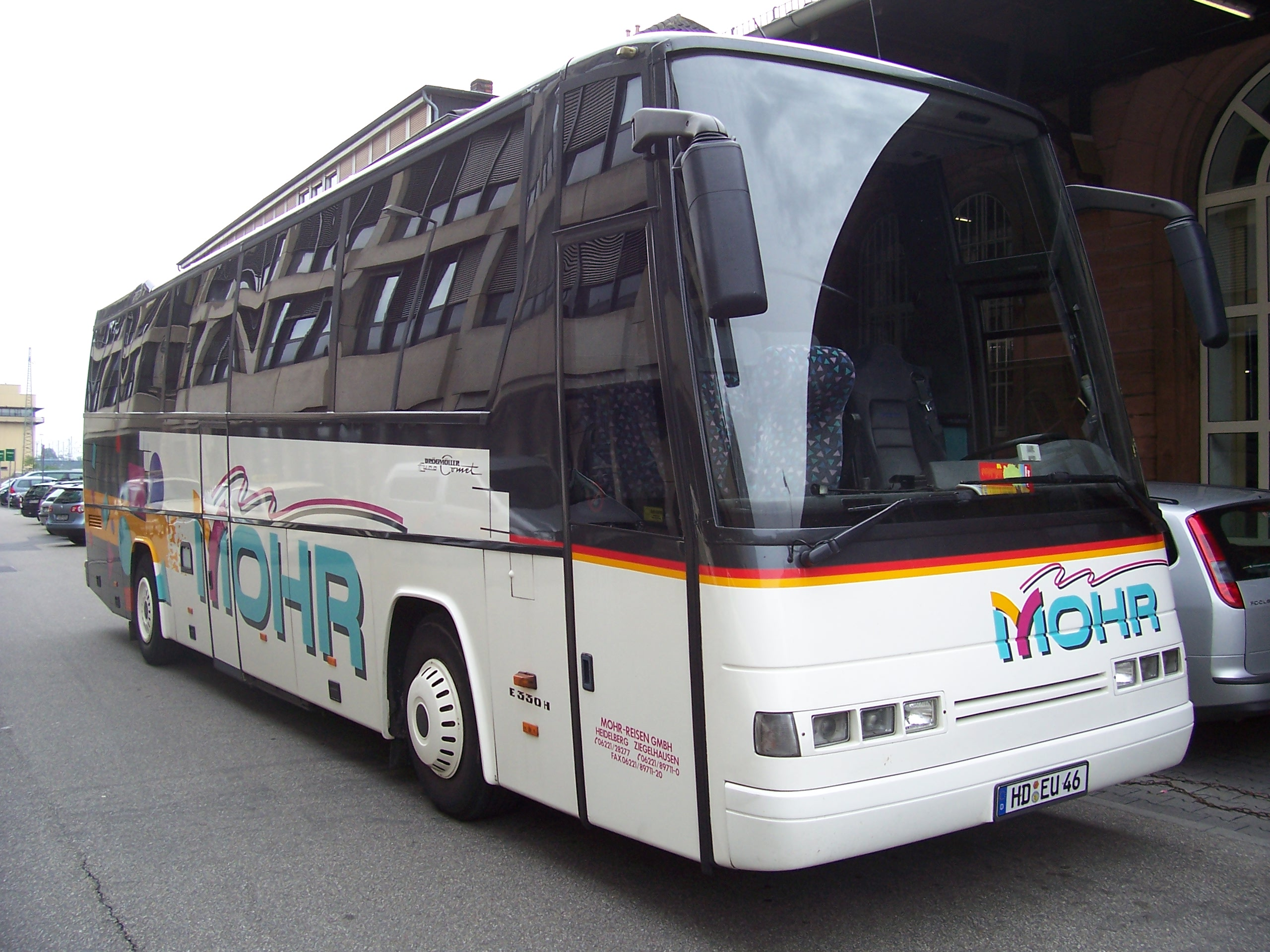

Drögmöller var en tysk tillverkare av busskarosser i Heilbronn. Karakteristiskt för Drögmöller var stora kraftiga motorer samt det lutande teatergolvet.
Företaget grundades 1920 av Gotthard Drögmöller och är idag en del i Volvokoncernen och går under namnet Volvo Busse Deutschland GmbH.  
En Drögmöllermodell levde kvar som Volvo 9900, men den lades ner 2005. En ny Volvo 9900 lanserades 2006 men den tillverkades i Wroclaw i Polen och har inget gemensamt med sin föregångare förutom det lutande golvet. Ytterligare en ny generation, även den med lutande golv, presenterades under 2018.